# حقوق ترابری
حقوق ترابری (یا حقوق حمل و نقل) حوزه حقوقی است که با حمل و نقل سروکار دارد. قوانین می توانند به طور گسترده در سطح سیستم حمل و نقل یا به صورت محدودتر برای حمل و نقل اشیا و کالاها یا فعالیت های درونی سامانه‌های ترابری مانند وسایل نقلیه، اشیا و رفتارهای افراد اعمال شوند.